# رولاند ألفاريز
رولاند ألفاريز (بالإسبانية: Rolando Álvarez) (14 ديسمبر 1975 بفنزويلا - ) هو لاعب كرة قدم فنزويلي في مركز الدفاع. شارك مع منتخب فنزويلا لكرة القدم. أما مع النوادي، فقد لعب مع نادي زامورا ونادي كاراكاس وديبورتيفو ميراندا وTrujillanos F.C. ‏ وإستوديانتس دي ماردة ‏.

## وصلات خارجية
- رولاند ألفاريز على موقع قاعدة بيانات كرة القدم.إي يو (الإنجليزية)
- رولاند ألفاريز على موقع ناشيونال فوتبول تيمز (الإنجليزية)
- رولاند ألفاريز على موقع عالم كرة القدم.نت (الإنجليزية)